# Os Caras de Pau (3.ª temporada)
A terceira temporada da série de televisão brasileira Os Caras de Pau é produzida e exibida pela Rede Globo, iniciando suas transmissões em 8 de abril de 2012, com o episódio "Dois Perdidos numa Praia Limpa" e terminando em 3 de fevereiro de 2013 com o episódio "Olha Os Caras de Pau aí gente!".
A temporada irá ao ar normalmente ao ar até o dia 16 de setembro de 2012, quando terá uma pausa na produção de cinco semanas, por causa do reality show The Voice Brasil. A volta só ocorrerá em 28 de outubro.

## Elenco
O elenco para esta temporada, contará com modificações. Com a saída de Alexandra Richter do elenco principal, novos personagens entrarão, junto com novos cenários. O elenco principal permanece o mesmo, mas agora sem Alexandra Richter, que saiu da série para gravar uma novela.
- Marcius Melhem como Pedrão;
- Leandro Hassum como Jorginho;

| Ator              |
| ----------------- |
| Alexandre Régis   |
| Ana Baird         |
| Karina Dohme      |
| Antônio Fragoso   |
| Augusto Madeira   |
| Cândido Damm      |
| Cláudio Cinti     |
| Ícaro Silva       |
| Josie Antello     |
| Larissa Machado   |
| Léo Castro        |
| Magda Gomes       |
| Marcello Caridade |
| Márcio Lima       |
| Márcio Ribeiro    |
| Marcos Holanda    |
| Miguel Nader      |
| Pâmela Coto       |
| Patrícia Pinho    |
| Paulo Carvalho    |

## Produção
A série é criada e produzida por Chico Soares, que também é um dos escritores da série e do futuro filme. Ela é produzida pela Central Globo de Produção. É filmada no Projac, Rio de Janeiro. A temporada começou a ser filmada no final de fevereiro de 2012.

## Cenários
Para a temporada, os cenários foram modificados. O apartamento de Pedrão e Jorginho no Edifício Golias ganhou uma cozinha americana. A padaria do seu Manoel também foi modificada, sendo ampliada, assim ganhando novas mesas e cadeiras e também um toldo. Foi construida também uma nova rua, intitulada de "Rua Chico Anysio", uma clara homenagem ao humorista Chico Anysio.

## Episódios
| # S | # T | Título                            | Transmissão original | Código de produção | Pontos de Audiência |
| --- | --- | --------------------------------- | -------------------- | ------------------ | ------------------- |
| 75 | 1   | "Dois Perdidos numa Praia Limpa"  | 8 de abril de 2012   | 301                | 11                  |
| Jorginho e Pedrão tiraram férias com a ideia de fugir dos problemas e das dívidas. Porém quando retornaram as cobranças continuaram as mesmas e até maiores. NOTA(S): Primeira aparição de Marcelo Caridade, que interpreta o personagem “Seu Manuel” e de Juliana Guimarães, que interpreta “Das Dores”. |     |                                   |                      |                    |                     |
| 76 | 2   | "Uma Dupla a Perigo"              | 15 de abril de 2012  | 302                | 9                   |
| Pedrão e Jorginho não perderam tempo na hora de perturbar o mais novo vizinho do bairro. Os amigos queriam que Seu Broncoli, dono do mercadinho, entregasse as compras que fizeram em casa, mas o italiano não gostou muito da ideia. Com medo do que podia encontrar no apartamento da dupla, Seu Broncoli inventou mil desculpas para fugir da missão. Determinados a conseguir o que queriam, Pedrão e Jorginho viajaram no tempo e foram até a Idade Média em busca de argumentos para convencer o dono do mercadinho a fazer esse favor para eles. O coitado do comerciante precisou de muita paciência para escutar uma história de um entregador que tinha como missão levar uma enorme caixa a um castelo medieval. NOTA(S): Primeira aparição de Márcio Ribeiro, que interpreta o personagem “Seu Broncoli”. |     |                                   |                      |                    |                     |
| 77 | 3   | "22 de Abril, Descobriu o Brasil" | 22 de abril de 2012  | 303                | 13                  |
| Pedrão encontrou a receita da pizza que sua avó fazia e decidiu se arriscar na cozinha. Jorginho se animou com a ideia do amigo e os dois foram até o mercado de Broncoli (Márcio Ribeiro) para comprar os ingredientes. O dono do mercado aproveitou para mostrar que era um especialista em massas. Enquanto Broncoli falava de seus dotes, Seu Manuel (Marcello Caridade) apareceu e os dois começam a discutir sobre qual país teria inventado a pizza: Itália ou Portugal. Para descobrir a verdadeira origem da receita, a dupla fez uma viagem no tempo. Seu Manuel tentou convencer a todos que seu bisavô foi um dos inventores da pizza. Mas a tarefa não foi tão fácil, já que Broncoli pedia cada vez mais informações ao padeiro sobre a chegada da receita à Itália.                                    |     |                                   |                      |                    |                     |